# Shahrak-e Hārkaleh
Shahrak-e Hārkaleh (persiska: شهرک هارکله, Maḩmūdābād, Hārkaleh-ye Moḩammadābād, محمود آباد) är en ort i Iran.   Den ligger i provinsen Khuzestan, i den centrala delen av landet, 400 km sydväst om huvudstaden Teheran. Shahrak-e Hārkaleh ligger 518 meter över havet och antalet invånare är 113.
Terrängen runt Shahrak-e Hārkaleh är varierad. Runt Shahrak-e Hārkaleh är det ganska glesbefolkat, med 48 invånare per kvadratkilometer. Närmaste större samhälle är Dasht-e Lati, 19,4 km väster om Shahrak-e Hārkaleh. Omgivningarna runt Shahrak-e Hārkaleh är i huvudsak ett öppet busklandskap.